# Lioba de Tauberbischofsheim
Sainte Lioba ou Lioba de Tauberbischofsheim, née entre 700 et 710 dans le Wessex, en Angleterre et décédée le 782 à Schornsheim (Hesse rhénane), était une religieuse bénédictine d'origine anglo-saxonne, missionnaire dans les pays germaniques.
Lioba, en langue germanique veut dire « amour, bonté » (cf. allemand Liebe, anglais love), c'est un surnom que ses parents lui ont donné, en plus du nom anglo-saxon « Truthgeba », parce que tout le monde l'aimait. 

## Biographie
Sainte Lioba (ou Liobe), enfant d'une famille noble très croyante, fut une disciple de saint Boniface, son oncle. Elle entra très tôt au monastère de Wimborne (Wimborne Minster) pour son éducation, où moines et moniales bénédictins formaient une même communauté, puis elle se rendit avec Walburge en Germanie à la demande de Boniface.
Liobe devint abbesse du monastère de Tauberbischofsheim établit par son oncle. Celui-ci lui confia beaucoup d'autorité, et Rudolf de Fulda indique qu'elle n'était pas seulement responsable de sa propre maison mais de toutes les religieuses qui travaillaient avec Boniface. En 754, alors que le saint évêque préparait un voyage missionnaire en Frise, il lui confia sa coule pour indiquer que, lorsqu'il était absent, elle était sa déléguée.
Elle était une femme érudite ayant la connaissance du latin et de la règle monastique, et dans les années qui suivirent, elle participa à la fondation de couvents à Kitzingen et à Ochsenfurt. Elle joua un rôle de premier plan dans l'évangélisation de sa région et, au cours de sa vie, on lui attribua le mérite d'avoir calmé une tempête par son intermédiaire. De plus, les évêques de Fulda la consultaient, et elle était la seule femme autorisée à entrer dans les monastères de Fulda pour consulter les responsables ecclésiastiques sur les questions de règle monastique. Elle était également favorisée à la cour de Pépin le Bref, et Hildegarde de Vintzgau, épouse de Charlemagne, était son amie. 

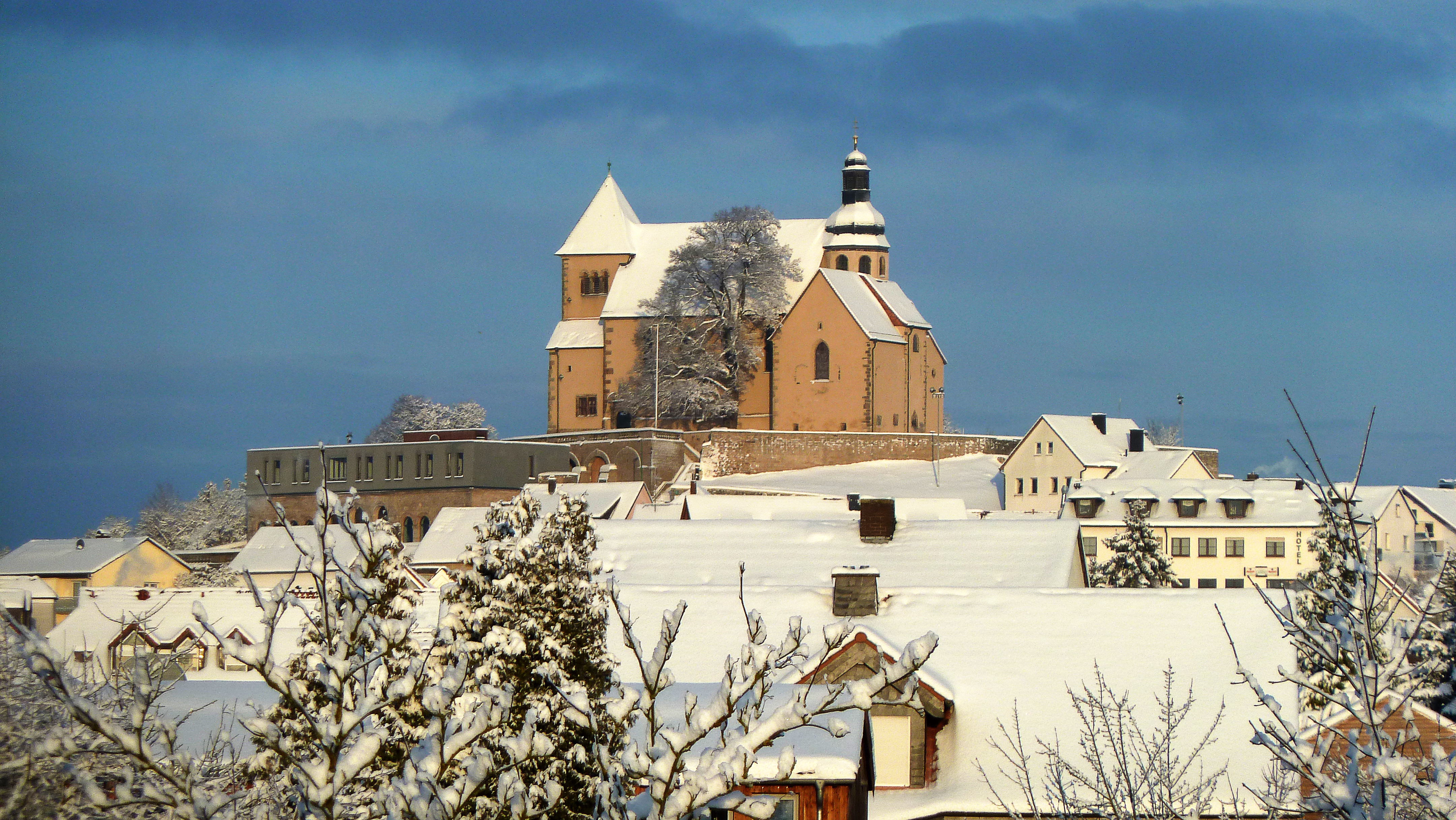
L'église Saint-Pierre du sépulcre de sainte Lioba à Petersberg en hiver.

Soutien actif et discret pour les missionnaires, elle sut maintenir une amitié profonde avec Boniface, qu'elle aida à évangéliser les pays germaniques. Avant son martyre, il demanda d'être enterré auprès d'elle. À la mort de son oncle, elle se retira au monastère de Tauberbischofsheim suivant les conseils de saint Lull pour mener une vie plus solitaire avec quelques compagnes. 
Elle passa les dernières années de sa vie majoritairement dans la prière et le dépouillement. Elle mourut en 782. Les moines se souvinrent de la demande de Boniface, mais ils hésitèrent à pénétrer dans sa tombe, et elle fut enterrée dans le chœur est de la collégiale de l’abbaye de Fulda. Vers 820, Eigil (de Fulda) fit transférer ses reliques à la nouvelle basilique voisine de Ratgar (avec l'autorisation de Haistulph, l'archevêque de Mayence), où elles furent placées dans la nef sud à côté de l'autel de Saint Ignace. Un peu plus tard, elles furent à nouveau déplacées pour être déposées dans la crypte de l'église Saint-Pierre du monastère bénédictin de Petersberg près de Fulda. C'est pourquoi elle est également appelée église de Lioba. Depuis 1995, les reliques sont dans l'église à l'intérieur d'un crâne-reliquaire.

## Culte
Fête le 28 septembre.